# 53W53
53W53（53 West 53）是位於美國紐約市曼哈頓中城的一座摩天大樓，高320公尺。53W53是億萬富豪街上的多座高層建築物之一，並與著名的現代藝術博物館比鄰。